# Jeff Janis
Jeffrey Ronald Janis, detto Jeff (Tawas City, 17 novembre 1990), è un giocatore di football americano statunitense che gioca nel ruolo di wide receiver per i Cleveland Browns della National Football League (NFL). Fu scelto nel corso del settimo giro (236º assoluto) del Draft NFL 2014 dai Green Bay Packers. Al college giocò a football alla Saginaw Valley State University.

## Carriera professionistica

### Green Bay Packers
Janis fu scelto nel corso del settimo giro del Draft 2014 dai Green Bay Packers. Debuttò come professionista nella vittoria della settimana 4 contro i Chicago Bears e la settimana successiva ricevette i primi due passaggi contro i Minnesota Vikings. La sua prima stagione si chiuse con 16 yard ricevute in tre presenze.
Dopo avere ricevuto due soli passaggi in tutta la stagione regolare 2015, Janis fu il protagonista di Green Bay nella gara del divisional round dei playoff contro gli Arizona Cardinals in cui ricevette 7 passaggi per 145 yard e 2 touchdown, incluso quello sul passaggio della disperazione da 41 yard a cinque secondi dal termine dei tempi regolamentari da parte di Aaron Rodgers che portò la gara ai supplementari, dove poi i Packers furono sconfitti.

### Cleveland Browns

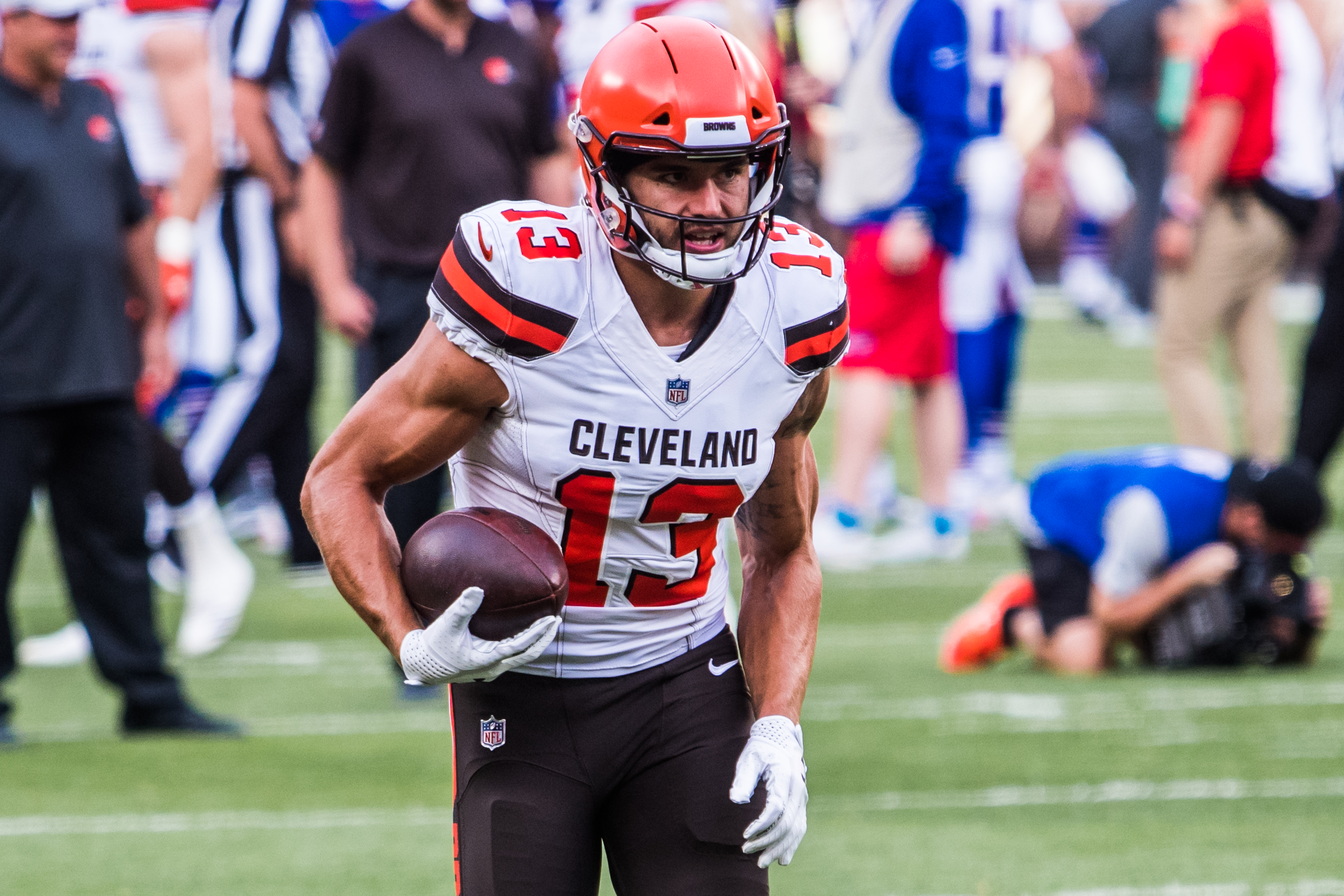
Janis nella pre-stagione 2018

Il 30 marzo 2018, Janis firmò con i Cleveland Browns.

## Statistiche
| Partite totali      | 19 |
| Partite da titolare | 0  |
| Ricezioni           | 4  |
| Yard ricevute       | 95 |
| Touchdown           | 0  |

Statistiche aggiornate alla stagione 2015